# Заболоть (Слуцкий район)
Заболоть — деревня в Бокшицком сельсовете Слуцкого района Минской области Республики Беларусь.

## История
Деревня была основана после ВОВ.
После распада СССР Заболоть стало частью независимой Беларуси.

## Население
По данным переписи населения Беларуси за 2009 год население деревни Заболоть составляет 12 человек.

## География
Расстояние от деревни Заболоть до города Слуцка составляет 8 километров, а по трассе Слуцк — Минск 12 километров.
До города Минска расстояние составляет 90 километров, а по трассе Слуцк — Минск 100 километров.